# Zemen (FFH-Gebiet)
Das Fauna-Flora-Habitat-Gebiet Zemen (bulgarisch Земен ‚Semen‘) liegt in den Oblasten Pernik und Kjustendil im Westen Bulgariens. 
Das über 177 km³ große Schutzgebiet umfasst die Täler der Flüsse Struma, Penkyovska und Treklyanska. Das Strumatal ist bei Semen schluchtartig ausgebildet und zeichnet sich durch zahlreiche Felsformationen aus. Die Semen-Schlucht ist der einzige Abschnitt des Flusses, der nicht besiedelt und durch Infrastruktur verändert ist. Die umgebenden Berge des Konyavska-Gebirges bilden die nördliche Verbreitungsgrenze zahlreicher mediterraner Arten. Das Gebirge wird von Kalkstein gebildet und ist das bedeutendste Gebiet für den Lebensraumtyp 4090, die oromediterrane endemische Heiden mit Stechginster. Auch für Landschildkröten ist das Gebiet bedeutsam. 
Das Gebiet wurde im Jahr 2007 als FFH-Gebiet vorgeschlagen. 2008 erfolgte die Bestätigung als Gebiet gemeinschaftlicher Bedeutung (SCI) und 2021 die Ausweisung als Besonderes Erhaltungsgebiet (SAC). Das FFH-Gebiet überschneidet grenzt im Norden an das FFH-Gebiet Karvav kamak.

## Schutzzweck
Folgende Lebensraumtypen nach Anhang I der FFH-Richtlinie sind für das Gebiet gemeldet (prioritäre Lebensraumtypen sind mit * gekennzeichnet):
| EU Code | * | Lebensraumtyp (offizielle Bezeichnung)                                                                                             | Fläche [ha] |
| ------- | - | --- | ----------- |
| 3140    |   | Oligo- bis mesotrophe kalkhaltige Gewässer mit benthischer Vegetation aus Armleuchteralgen                                         | 0,05        |
| 3260    |   | Flüsse der planaren bis montanen Stufe mit Vegetation des Ranunculion fluitantis und des Callitricho-Batrachion                    | 146         |
| 4090    |   | Oromediterrane endemische Heiden mit Stechginster                                                                                  | 1708        |
| 40A0    | * | Subkontinentale peripannonische Gebüsche                                                                                           | 186         |
| 5210    |   | Baumförmige Matorrals mit Juniperus spp.                                                                                           | 161         |
| 6110    | * | Lückige basophile oder Kalk-Pionierrasen (Alysso-Sedion albi)                                                                      | 10          |
| 6210    |   | Naturnahe Kalktrockenrasen und deren Verbuschungsstadien (Festuco-Brometalia) (* besondere Bestände mit bemerkenswerten Orchideen) | 351         |
| 6220    | * | Mediterrane Trockenrasen der Thero-Brachypodietea                                                                                  | 2           |
| 62A0    |   | Östliche sub-mediterrane Trockenrasen (Scorzoneratalia villosae)                                                                   | 2121        |
| 6430    |   | Feuchte Hochstaudenfluren der planaren und montanen bis alpinen Stufe                                                              | 133         |
| 6510    |   | Magere Flachland-Mähwiesen (Alopecurus pratensis, Sanguisorba officinalis)                                                         | 4           |
| 6520    |   | Berg-Mähwiesen | 2           |
| 7220    | * | Kalktuffquellen (Cratoneurion) | 1,5         |
| 8210    |   | Kalkfelsen mit Felsspaltenvegetation                                                                                               | 285         |
| 8310    |   | Nicht touristisch erschlossene Höhlen                                                                                              | 0           |
| 9130    |   | Waldmeister-Buchenwald (Asperulo-Fagetum) (incl. Waldgersten-Buchenwald)                                                           | 489         |
| 9150    |   | Mitteleuropäischer Orchideen-Kalk-Buchenwald (Cephalanthero-Fagion)                                                                | 32          |
| 9170    |   | Labkraut-Eichen-Hainbuchenwald Galio-Carpinetum                                                                                    | 810         |
| 9180    | * | Schlucht- und Hangmischwälder Tilio-Acerion                                                                                        | 103         |
| 91E0    | * | Auen-Wälder mit Alnus glutinosa und Fraxinus excelsior (Alno-Padion, Alnion incanae, Salicion albae)                               | 23          |
| 91H0    | * | Pannonische Flaumeichen-Wälder | 534         |
| 91M0    |   | Pannonisch-balkanische Zerreichen- und Traubeneichenwälder                                                                         | 575         |
| 91W0    |   | Moesische Buchenwälder | 92          |

### Arteninventar
Folgende Arten von gemeinschaftlichem Interesse sind für das Gebiet gemeldet (Prioritäre Arten sind mit * gekennzeichnet):
| Bild                         | EU Code | * | Art                          | wissenschaftlicher Name     | Artengruppe           |
| ---------------------------- | ------- | - | ---------------------------- | --------------------------- | --------------------- |
| Steinkrebs                   | 1093    | * | Steinkrebs                   | Austropotamobius torrentium | Krebse                |
| Mopsfledermaus               | 1324    |   | Mopsfledermaus               | Barbastella barbastellus    | Säugetiere            |
|                              | 5088    |   | Türkische Barbe              | Barbus cyclolepis           | Fische und Rundmäuler |
| Gelbbauchunke                | 1193    |   | Gelbbauchunke                | Bombina variegata           | Amphibien             |
| Wolf                         | 1352    | * | Wolf                         | Canis lupus                 | Säugetiere            |
|                              | 1088    |   | Großer Eichenbock            | Cerambyx cerdo              | Käfer                 |
| Steinbeißer                  | 1149    |   | Steinbeißer                  | Cobitis taenia              | Fische und Rundmäuler |
| Echium russicum              | 4067    |   |                              | Echium russicum             | Pflanzen              |
| Europäische Sumpfschildkröte | 1220    |   | Europäische Sumpfschildkröte | Emys orbicularis            | Reptilien             |
| Spanische Flagge             | 1078    | * | Spanische Flagge             | Callimorpha quadripunctaria | Schmetterlinge        |
| Ziegen-Riemenzunge           | 2327    |   | Ziegen-Riemenzunge           | Himantoglossum caprinum     | Pflanzen              |
| Lignyoptera fumidaria        | 4037    |   |                              | Lignyoptera fumidaria       | Schmetterlinge        |
| Hirschkäfer                  | 1083    |   | Hirschkäfer                  | Lucanus cervus              | Käfer                 |
| Fischotter                   | 1355    |   | Fischotter                   | Lutra lutra                 | Säugetiere            |
| Eurasischer Luchs            | 1361    |   | Eurasischer Luchs            | Lynx lynx                   | Säugetiere            |
| Großer Feuerfalter           | 1060    |   | Großer Feuerfalter           | Lycaena dispar              | Schmetterlinge        |
| Langflügelfledermaus         | 1310    |   | Langflügelfledermaus         | Miniopterus schreibersii    | Säugetiere            |
| Trauerbock                   | 1089    |   | Trauerbock                   | Morimus funereus            | Käfer                 |
| Bechsteinfledermaus          | 1323    |   | Bechsteinfledermaus          | Myotis bechsteinii          | Säugetiere            |
|                              | 1307    |   | Kleines Mausohr              | Myotis blythii              | Säugetiere            |
|                              | 1316    |   | Langfußfledermaus            | Myotis capaccinii           | Säugetiere            |
| Wimperfledermaus             | 1321    |   | Wimperfledermaus             | Myotis emarginatus          | Säugetiere            |
| Großes Mausohr               | 1324    |   | Großes Mausohr               | Myotis myotis               | Säugetiere            |
| Eremit                       | 1084    | * | Eremit                       | Osmoderma eremita           | Käfer                 |
|                              | 1306    |   | Blasius-Hufeisennase         | Rhinolophus blasii          | Säugetiere            |
| Mittelmeer-Hufeisennase      | 1305    |   | Mittelmeer-Hufeisennase      | Rhinolophus euryale         | Säugetiere            |
|                              | 1303    |   | Kleine Hufeisennase          | Rhinolophus hipposideros    | Säugetiere            |
| Große Hufeisennase           | 1304    |   | Große Hufeisennase           | Rhinolophus ferrumequinum   | Säugetiere            |
| Bitterling                   | 1134    |   | Bitterling                   | Rhodeus sericeus            | Fische und Rundmäuler |
| Alpenbock                    | 1087    |   | Alpenbock                    | Rosalia alpina              | Käfer                 |
| Gold-Steinbeißer             | 1146    |   | Gold-Steinbeißer             | Sabanejewia aurata          | Fische und Rundmäuler |
|                              | 1219    |   | Maurische Landschildkröte    | Testudo graeca              | Reptilien             |
| Griechische Landschildkröte  | 1217    |   | Griechische Landschildkröte  | Testudo hermanni            | Reptilien             |
| Asiatischer Kammmolch        | 1171    |   | Asiatischer Kammmolch        | Triturus karelinii          | Amphibien             |
| Braunbär                     | 1354    | * | Braunbär                     | Ursus arctos                | Säugetiere            |
| Tigeriltis                   | 2635    |   | Tigeriltis                   | Vormela peregusna           | Säugetiere            |